# Menophra leptophema
Menophra leptophema là một loài bướm đêm trong họ Geometridae.